# Palaeorhiza malachisis
Palaeorhiza malachisis is een vliesvleugelig insect uit de familie Colletidae. De wetenschappelijke naam van de soort is voor het eerst geldig gepubliceerd in 1859 door Smith.